# Epamera haemus
Epamera haemus är en fjärilsart som beskrevs av Talbot 1935. Epamera haemus ingår i släktet Epamera och familjen juvelvingar. Inga underarter finns listade i Catalogue of Life.